# Duncan Edwards
Vous lisez un « bon article » labellisé en 2009.
Pour les articles homonymes, voir Edwards.
Duncan Edwards, né le 1er octobre 1936 à Dudley (Angleterre) et mort le 21 février 1958 à Munich (Allemagne), est un footballeur anglais, qui évoluait au poste de milieu de terrain à Manchester United et dans l'équipe nationale d'Angleterre. Il faisait partie des Busby Babes, la jeune équipe de Manchester United formée par l'entraîneur Matt Busby au milieu des années 1950, et des huit joueurs morts à la suite de l'accident aérien de Munich en 1958. Il survécut au crash, mais succomba des suites de ses blessures quinze jours plus tard, à l'âge de 21 ans.
Il s’était engagé avec Manchester United dès l'adolescence, et était devenu le plus jeune joueur à disputer le championnat d'Angleterre et le plus jeune international anglais depuis la Seconde Guerre mondiale. Au cours de sa carrière professionnelle, qui dura moins de cinq ans, il participa à deux victoires de Manchester en championnat d'Angleterre ainsi qu'à la qualification en demi-finale de la coupe des clubs champions européens de son club. Il a marqué cinq buts lors de ses dix-huit sélections avec l'équipe d'Angleterre entre 1955 et 1958.

## Biographie

### Jeunesse
Duncan Edwards naît le 1er octobre 1936, dans une maison de Malvern Crescent, à Woodside, quartier de Dudley, qui, à cette époque, fait partie du comté du Worcestershire. Il est le fils aîné de Gladstone et Sarah Anne Edwards, mais il est le seul de leurs enfants qui atteint l'âge adulte, sa jeune sœur Carol étant par exemple morte en 1947 à l'âge de quatorze semaines.
La famille déménage au 31 Elm Road dans Priory Estate, un autre quartier de Dudley. Duncan Edwards fréquente l'école primaire de Priory de 1941 à 1948, et l'école secondaire de Wolverhampton de 1948 à 1952.
Il joue tout d'abord dans l'équipe de football de son école ainsi que dans les équipes scolaires de Dudley, du comté de Worcestershire et du district de Birmingham, et représente également son école au Morris dance. Plus tard, il est sélectionné pour participer au festival national des danses Morris avec épées, et se voit accorder un essai dans l'équipe des moins de quatorze ans de l'English Schools Football Association. Ces deux événements se déroulant le même jour, il décide de participer au second. Duncan Edwards impressionne les sélectionneurs et est choisi pour jouer dans l'équipe scolaire d'Angleterre, faisant ses débuts contre son homologue du pays de Galles, à Wembley le 1er avril 1950. Il est alors choisi comme capitaine de l'équipe, une charge qu'il assume pendant deux saisons. Au cours d'une de ces rencontres, il attire l'attention de grands clubs dont Manchester United. En 1948, le recruteur mancunien Jack O'Brien fait remarquer à l'entraîneur Matt Busby qu'il avait vu « aujourd'hui un écolier de douze ans qui mérite une attention toute particulière. Son nom est Duncan Edwards de Dudley ».
Joe Mercer, qui est alors l'entraîneur de l'équipe scolaire d'Angleterre, presse Matt Busby de faire signer Duncan Edwards tandis que le jeune joueur attire aussi l'attention de Wolverhampton Wanderers et d'Aston Villa. Duncan Edwards signe alors un contrat amateur pour Manchester United le 2 juin 1952. La date à laquelle il signe ce premier contrat professionnel reste controversée ; quelques sources prétendent que cette signature se produit le jour de son dix-septième anniversaire, en octobre 1953,,,, mais d'autres affirment qu'elle eut lieu un an plus tôt,. Les partisans de la seconde thèse s'appuient sur le fait qu'un employé du club, qui est peut-être Matt Busby lui-même ou le préparateur Bert Whalley, arrive dans la maison de la famille Edwards aussitôt que le jeune Duncan put légalement signer, afin d'obtenir et de sécuriser dès que possible sa signature pour Manchester United. Pourtant, les tenants de la thèse du dix-septième anniversaire prétendent qu'il s'agissait alors d'un contrat amateur. L'entraîneur de Wolverhampton, Stan Cullis, furieux d'avoir manqué la signature d'un très prometteur jeune talent local, accuse alors Manchester United d'avoir indûment offert des compensations financières à Duncan Edwards et à sa famille, mais ce dernier est resté constant sur le fait qu'il avait toujours désiré jouer pour l'équipe du Lancashire.
Pour se prémunir contre la possibilité d'un échec de sa carrière de footballeur, Duncan Edwards commence parallèlement un apprentissage de charpentier.

### Carrière de footballeur
Edwards commence sa carrière dans l'équipe de jeunes de Manchester United en y faisant plusieurs apparitions et gagne la première coupe d'Angleterre des jeunes en 1953, mais il a, à l'époque de la finale, déjà joué pour l'équipe première du club. En effet, le 4 avril 1953, il joue un match de championnat d'Angleterre contre Cardiff City, que Manchester perd 4-1, à l'âge de 16 ans et 185 jours, faisant de lui le plus jeune joueur ayant jamais joué au plus haut niveau des divisions anglaises. Conscient du fait que son équipe comporte de nombreux joueurs relativement âgés, Busby est heureux de pouvoir incorporer de nouveaux jeunes joueurs dans ses rangs, et Edwards, tout comme Dennis Viollet et Jackie Blanchflower, fait partie du nombre des jeunes incorporés à l'équipe en 1953 ; ils sont collectivement connus comme les Busby Babes. Évaluant sa performance pour ses débuts en équipe première, le journal Manchester Guardian précise : « il montre des promesses de bonne capacité de passes et de tir, mais devra être plus rapide à son poste de milieu de terrain ».

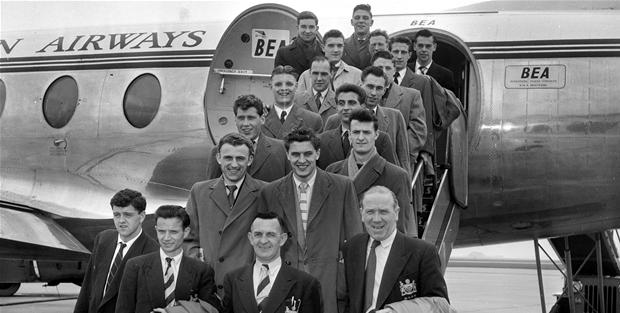
L'équipe de Manchester avec Edwards (en haut au centre) en déplacement au Danemark en 1955.

Edwards entame la saison 1953-1954 en équipe réserve de Manchester United, puis il est rappelé en équipe première après un impressionnant match amical contre Kilmarnock. Il remplace sur blessure Henry Cockburn pour le match à l'extérieur contre Huddersfield Town le 31 octobre 1953, et s'installe dès lors comme un titulaire à part entière, disputant 24 rencontres du championnat. Il prend également part à la défaite mancunienne 5-3 en coupe d'Angleterre contre Burnley en trente-deuxièmes de finale,. Dans le même temps il reste aussi un membre actif de l'équipe de jeunes et joue avec l'équipe qui gagne la coupe d'Angleterre des jeunes pour la seconde année consécutive. Il fait sa première apparition pour l'équipe d'Angleterre des moins de 23 ans le 20 janvier 1954 en Italie, et est en position pour faire son apparition en équipe d'Angleterre, mais le jour où le comité de sélection le supervise contre Arsenal le 27 mars, il fait un mauvais match et n'est finalement pas appelé en sélection nationale.
La saison suivante, il fait 36 apparitions en équipe première et y marque son premier but, finissant la saison avec six buts à son actif. Ses performances attirent à nouveau l'attention de la sélection anglaise, et un membre du comité est délégué pour le superviser au cours du match contre Huddersfield Town du 18 septembre 1954, mais à court terme rien ne change ; il est toutefois appelé au sein d'une équipe représentant la ligue anglaise pour un match d'exhibition contre une sélection de la ligue écossaise. En mars, il est appelé en Angleterre B contre l'équipe équivalente de l'Allemagne et, malgré les critiques dans la presse pour sa « pauvre prestation », il est appelé en équipe nationale une semaine après. Il fait ses débuts dans un match contre l'Écosse, gagné par l'Angleterre sur le score de 7-2, le 2 avril 1955 au cours du British Home Championship à l'âge de 18 ans et 183 jours, ce qui fait de lui le plus jeune débutant en équipe d'Angleterre depuis la Seconde Guerre mondiale, un record qu'il détiendra jusqu'aux débuts de Michael Owen en 1998,. Trois semaines plus tard, United profite du fait qu'il soit encore éligible pour l'équipe des jeunes pour l'aligner lors de la troisième finale consécutive du club en Coupe d'Angleterre des jeunes. Cette décision de faire participer un international anglais dans une équipe de jeunes a été fortement critiquée, et Matt Busby doit écrire un article dans la presse pour défendre son choix d'aligner Edwards. Ce choix est finalement payant pour Manchester United puisque le joueur participe à la victoire de la troisième Coupe d'Angleterre des jeunes.

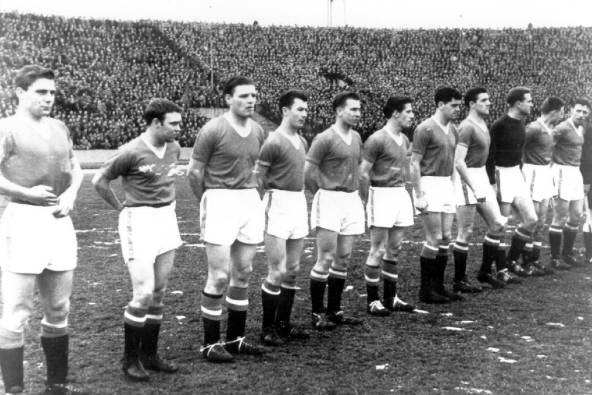
Edwards (premier à gauche) au coup d'envoi du match de Belgrade précédent l'accident d'avion.

En mai 1955, Edwards est sélectionné pour l'équipe d'Angleterre qui doit voyager en Europe continentale pour disputer des matchs contre les équipes de France, du Portugal et d'Espagne et commence les trois matchs comme titulaire,,. Au cours du retour de la tournée, il commence son service militaire de deux ans, service à l'époque obligatoire pour tous les hommes de son âge. Il est affecté à la base de Nesscliffe près de Shrewsbury en compagnie de son coéquipier Bobby Charlton, mais est autorisé à s'absenter pour jouer avec Manchester United. Il prend aussi part à des matchs militaires, et en une saison joue près de cent matchs au total. Au cours de la saison 1955-1956, malgré le fait de n'avoir pu participer pendant près de deux mois à cause d'une grippe sévère, Edwards joue 33 fois pour United qui gagne le championnat avec onze points d'avance sur Blackpool,. La saison suivante, il fait 34 apparitions en championnat, atteignant un total de plus de 100 matchs, alors qu'United gagne un second titre de champion d'Angleterre consécutif,, et il fait partie de l'équipe qui dispute la finale de la coupe d'Angleterre, au cours de laquelle Manchester manque le doublé après une défaite 2-1 contre Aston Villa. Il joue également sept matchs pendant la première campagne de Manchester United en coupe des clubs champions européens qui comporte une victoire 10-0 contre Anderlecht, qui reste la victoire avec l'écart le plus important du club. Il est à ce moment un membre cadre de l'équipe d'Angleterre, participant aux quatre matchs qualificatifs pour la Coupe du monde 1958 et marque deux buts au cours d'une victoire 5-2 contre l'équipe du Danemark le 5 décembre 1956,. Il est vu comme un futur membre clé de l'équipe d'Angleterre pour la phase finale de la coupe du monde, et comme un candidat pour remplacer le vétéran Billy Wright comme capitaine de l'équipe nationale,.
Edwards commence la saison 1957-1958 en bonne forme et des rumeurs concernant son transfert dans un club de l'élite italienne circulent. Son dernier match en Angleterre eu lieu le 1er février 1958, au cours duquel il marque le premier but, contribuant à la victoire d'United contre Arsenal sur le score de 5-4. La presse le critique vis-à-vis de sa performance, le correspondant du Sunday Pictorial's écrit qu'il « ne pensait pas que le jeu d'Edwards au cours de ce match à rebondissement puisse impressionner le sélectionneur de l'équipe d'Angleterre Walter Winterbottom, qui assistait au match. Il était clairement en cause lors du quatrième but d'Arsenal quand, au lieu de dégager, il joua avec la balle ». Cinq jours plus tard, il joue son tout dernier match lors d'un match nul à l'extérieur, 3-3, entre United et l'Étoile rouge de Belgrade permettant à son équipe d'accéder aux demi-finales de la Coupe des clubs champions européens sur un score cumulé de 5-4.

### Parcours
| Club              | Saison    | First Division | First Division | FA Cup | FA Cup | Coupe d'Europe des clubs champions | Coupe d'Europe des clubs champions | Charity Shield | Charity Shield | Total  | Total | Équipe nationale | Saison    | Matchs | Buts |
| Club              | Saison    | Matchs         | Buts           | Matchs | Buts   | Matchs                             | Buts                               | Matchs         | Buts           | Matchs | Buts  | Équipe nationale | Saison    | Matchs | Buts |
| ----------------- | --------- | -------------- | -------------- | ------ | ------ | ---------------------------------- | ---------------------------------- | -------------- | -------------- | ------ | ----- | ---------------- | --------- | ------ | ---- |
| Manchester United | 1952–1953 | 1              | 0              | 0      | 0      | -                                  | -                                  | 0              | 0              | 1      | 0     | Angleterre       | 1952–1953 | -      | -    |
| Manchester United | 1953–1954 | 24             | 0              | 1      | 0      | -                                  | -                                  | -              | -              | 25     | 0     | Angleterre       | 1953–1954 | -      | -    |
| Manchester United | 1954–1955 | 33             | 6              | 3      | 0      | -                                  | -                                  | -              | -              | 36     | 6     | Angleterre       | 1954–1955 | 4      | 0    |
| Manchester United | 1955–1956 | 33             | 3              | 0      | 0      | -                                  | -                                  | -              | -              | 33     | 3     | Angleterre       | 1955–1956 | 5      | 1    |
| Manchester United | 1956–1957 | 34             | 5              | 6      | 1      | 7                                  | 0                                  | 1              | 0              | 48     | 6     | Angleterre       | 1956–1957 | 6      | 3    |
| Manchester United | 1957–1958 | 26             | 6              | 2      | 0      | 5                                  | 0                                  | 1              | 0              | 34     | 6     | Angleterre       | 1957–1958 | 3      | 1    |
| Total             | Total     | 151            | 20             | 12     | 1      | 12                                 | 0                                  | 2              | 0              | 177    | 21    | Total            | Total     | 18     | 5    |

### Palmarès

#### En équipe nationale
- 18 sélections et 5 buts avec l'équipe d'Angleterre entre 1955 et 1958.

#### Avec Manchester United
- Vainqueur du Championnat d'Angleterre en 1956 et 1957.
- Vainqueur du Charity Shield en 1956 et 1957.

## En dehors du football
Edwards est un abstème et, en dehors de sa vie de footballeur, il est connu pour être une personne très discrète, dont les activités comprennent la pêche, les jeux de cartes et les sorties au cinéma,,. Malgré le fait qu'il assiste à des soirées dansantes avec ses coéquipiers, il n'a jamais été confiant dans ses relations sociales. Il a été décrit par Jimmy Murphy comme un « garçon réservé » et qui conserve un accent du Black Country que ses coéquipiers imitent avec joie. Il est une fois arrêté par la police pour avoir conduit son vélo sans lumière et eut une amende de cinq shillings par les autorités et de deux semaines de ses émoluments par son club.
À l'époque de sa mort, Edwards vit dans un logement sur Gorse Avenue à Stretford. Il est fiancé à Molly Leech, qui a 22 ans et travaille dans les bureaux d'un fabricant de machines textiles à Altrincham. Le couple s'est rencontré au cours d'une réception dans un hôtel de l'Aéroport de Manchester. Duncan Edwards et Molly Leech se fréquentent pendant un an avant de se fiancer et ils sont les parrains de la fille de Josephine Stott, amie de Molly Leech.
Edwards apparaît dans des publicités pour les tablettes de glucose Dextrosol et il écrit un livre intitulé Tackle Soccer This Way. Ces projets commerciaux viennent augmenter son salaire de 15 £ par semaine au cours de la saison de football et de 12 £ par semaine pendant l'été. Le livre est publié peu de temps après sa mort avec l'accord de sa famille mais il n'est plus édité depuis longtemps.

## Mort

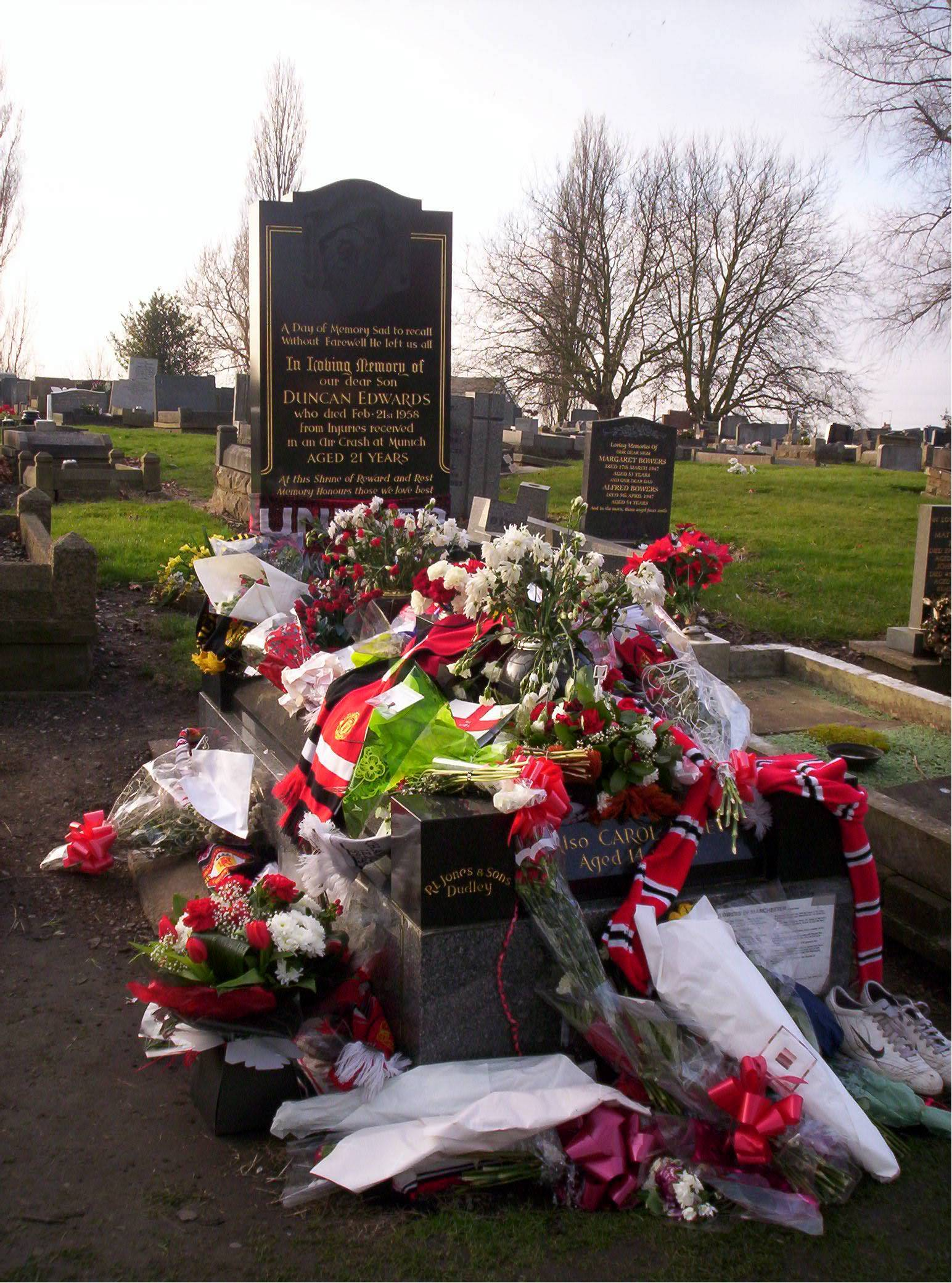
Tombe de Duncan Edwards

Alors qu'Edwards revient de Belgrade, l'avion qui le transporte avec ses coéquipiers s'écrase au décollage après une escale de ravitaillement en carburant à Munich, Allemagne. Sept joueurs et quatorze autres passagers meurent dans l'accident et Edwards est emmené à l'Hôpital Rechts der Isar avec de multiples fractures aux jambes, des côtes fracturées et des blessures importantes aux reins,. Les médecins qui l'ont en charge se veulent confiants sur ses chances de rétablissement mais doutent qu'il soit de nouveau capable de jouer au football un jour.
Les médecins reçoivent pour lui un rein artificiel le lendemain, mais l'organe artificiel réduit la capacité de son sang à coaguler et l'hémorragie interne commence. Malgré cela Duncan Edwards aurait demandé à l'entraineur adjoint Jimmy Murphy : « À quelle heure est le coup d'envoi contre Wolves, Jimmy ? Je ne dois pas manquer ce match ». Les médecins sont « impressionnés » par son combat pour sa vie mais, après une longue agonie, il meurt d'une déficience des reins le 21 février 1958,.
Edwards est enterré au cimetière de Dudley cinq jours plus tard, aux côtés de sa sœur Carol Anne. Plus de cinq mille personnes participent au cortège funèbre dans les rues de Dudley. On peut lire sur sa tombe : « A day of memory, Sad to recall, Without farewell, He left us all » (« Un jour de souvenir, triste à se rappeler, sans adieu, il nous a tous quittés »). Sa tombe est régulièrement visitée par des fans.

## Postérité
Duncan Edwards est commémoré de nombreuses façons dans sa ville natale de Dudley. Un vitrail qui dépeint le joueur est inauguré, en 1961, par Matt Busby à l'église Saint-François, l'église paroissiale de Priory Estate, une statue est érigée au centre de la ville sous le parrainage de sa mère et de Bobby Charlton en 1999. En 1993, un cul-de-sac desservant des habitations près du cimetière où il est enterré, est rebaptisé Duncan Edwards Close. Le Wren’s Nest pub de Priory Estate, près de l'endroit où il a grandi, est renommé le The Duncan Edwards en son honneur en 2001 ; il reste fermé pendant plus de cinq ans avant de subir un incendie criminel. En 2006, 100 000 livres sont récoltées pour inaugurer un terrain de jeu portant son nom, à Priory Park, où Edwards jouait souvent pendant son enfance.
Les contemporains d'Edwards ont été prolixes de compliments sur ses capacités. Bobby Charlton précise « Si je devais jouer pour ma vie et, pour cela, n’être accompagné que d’un seul coéquipier, ce serait Duncan Edwards ! », il le décrit comme « le seul joueur qui me faisait sentir inférieur » et dit que sa mort est « la plus grande tragédie individuelle qui est arrivé à Manchester United ou à l'équipe d'Angleterre ». Terry Venables affirme que s'il avait vécu, ce serait Edwards et non pas Bobby Moore, qui aurait soulevé le trophée de la Coupe du monde, en tant que capitaine de l'équipe Angleterre, en 1966. Tommy Docherty témoigne qu'« il n'a aucun doute dans son esprit que Duncan serait devenu un des plus grands joueurs de tous les temps. Non seulement dans le football britannique, avec United et l'Angleterre, mais même le meilleur du monde. George Best était quelqu'un de spécial, tout comme Pelé et Maradona, mais selon son opinion Duncan était encore meilleur globalement en termes de capacités et de talents ». En reconnaissance de ses talents, alors qu'il n'a pas joué les cinq saisons complètes requises, il est inscrit dès sa création à l'English Football Hall of Fame, en 2002.

## Le style d'Edwards
Malgré le fait qu'il soit à l'origine connu comme un milieu de terrain défensif, Edwards est resté célèbre pour avoir eu la capacité de jouer à tous les postes de joueur de champ. C'est un milieu gauche de formation, mais qui joue comme un électron libre sur le terrain et il lui arrive régulièrement de se retrouver au poste d'attaquant ou même de libero. Cette polyvalence est telle qu'il a commencé un match, à une occasion, comme attaquant de fortune en lieu et place d'un joueur blessé, avant d'occuper le poste de défenseur central à la place d'un autre. Ses plus grandes qualités sont la force physique et son autorité naturelle sur le terrain, qui est considérée comme remarquable pour un si jeune joueur. Edwards est également particulièrement connu pour sa très grande endurance. Stanley Matthews le décrit comme « un roc dans une mer démontée », et Bobby Moore le compare au Rocher de Gibraltar quand il défend mais remarque aussi qu'il devient dynamique lorsqu'il passe à l'attaque. Son physique imposant lui vaut les surnoms de Big Dunc et The Tank et il est classé parmi les joueurs les plus puissants de tous les temps.
Edwards est remarquable par la puissance et le timing de ses tacles ainsi que pour sa capacité de passer ou de tirer indifféremment des deux pieds,. Il est connu pour ses remontées de terrain et est également doué pour le jeu de tête ainsi que les tirs de loin,. Après avoir marqué un but contre l'Allemagne de l'Ouest en 1956, la presse locale le surnomme Boom Boom à cause « des tirs de Grosse Bertha provenant de ses chaussures, ».